# Thiadiazool
Een thiadiazool is een heterocyclische aromatische verbinding, die bestaat uit een vijfring met 1 zwavel-, 2 stikstof- en 2 koolstofatomen. Er zijn twee formele dubbele bindingen in de vijfring. De brutoformule is C2H2N2S.  Een thiadiazool is een thiazool waarin een koolstofatoom vervangen is door een tweede stikstofatoom.
Er zijn vier isomeren mogelijk, die verschillen in de schikking van de zwavel- en stikstofatomen. Voor de nummering krijgt het zwavelatoom het nummer 1:
- 1,2,3-thiadiazool:
- 1,2,4-thiadiazool:
- 1,2,5-thiadiazool:
- 1,3,4-thiadiazool:

Gesubstitueerde thiadiazolen worden onder andere gebruikt als (tussenproduct voor) geneesmiddelen (bijvoorbeeld timolol, een bètablokker), landbouwchemicaliën (bijvoorbeeld thidiazuron of acibenzolar-S-methyl), brandstof- en smeerolieadditieven, kleurstoffen, enz. Acibenzolar-S-methyl is een voorbeeld van een benzothiadiazool: de vijfring heeft een gemeenschappelijke koolstof-koolstofbinding met een benzeenring. Het  is een stof die de natuurlijke weerstand van planten tegen plantenziekten verhoogt maar zelf geen schimmel- of bacteriedodend middel is.